# 第25回気候変動枠組条約締約国会議
第25回気候変動枠組条約締約国会議（だい25かいきこうへんどうわくぐみじょうやくていやくこくかいぎ、英語: 2019 United Nations Climate Change Conference）は、2019年12月2日から12月13日の日程でスペイン・マドリードで開催されている地球温暖化防止及び気候変動に関する国際会議である。京都議定書の第15回締約国会議(CMP15)とパリ協定の第2回締約国会議(CMA2)も並行して開催される。反政府デモを受けて自国での開催を断念したチリが議長国を務める。

## 交渉の概要
https://www.nies.go.jp/social/topics_cop25.html
15才の環境活動家グレタ・エルンマン・トゥーンベリも参加した第25回気候変動枠組条約締約国会議(COP25)は2019年12月にマドリードで開かれたが、具体的な削減数字を国際的に約束させることはできなかった。今世紀の地球温暖化を２℃以下に抑えようとする国際合意はあるが、現状の各国の二酸化炭素削減目標ではこの合意を達成できそうにない。
地球温暖化防止に関する国際会議は、公的なものから市民レベルのものまで各種の会議が乱立しており、議論が拡散して有効な結論が得られない状態になっている。工業先進国と海洋途上国との対立も溝が埋まっていない。この会議には米国トランプ大統領は出席せず、COP21での二酸化炭素削減協定パリ協定からも離脱することを表明した。

## グレタ・トゥーンベリ
スウェーデンの環境活動家のグレタ・トゥーンベリは、2019年9月にニューヨークの国連本部で開かれた気候行動サミットに参加しており、滞在先のアメリカから開催予定地のチリに陸路で向かう予定だった。しかし、チリが開催を断念したため、新たな開催地となったスペインへ大西洋を横断して向かう方法を見つけなくてはならなくなった。そこでツイッター上で「11月に大西洋を横断する方法を見つける必要があります...誰かその方法を見つける手助けをしてくれるとうれしいです」と支援を呼びかけたところ、スペインのテレサ・リベラ環境大臣が「大西洋を横断するのをお手伝いしたい」と答えた。彼女は、ヨットで大西洋を横断しポルトガルのリスボンに着き、そこから夜行列車を使い12月6日にはマドリードに到着している。